# Вольбром (гмина)
Вольбром (пол. Wolbrom) — городско-сельская гмина (волость) в Польше, входит как административная единица в Олькушский повет, Малопольское воеводство. Население — 23 470 человек (на 2004 год).

## Демография
| Перепись                       | Всего   | Всего | Женщины | Женщины | Мужчины | Мужчины |
| ------------------------------ | ------- | ----- | ------- | ------- | ------- | ------- |
| Единицы                        | человек | %     | человек | %       | человек | %       |
| Население                      | 23 470  | 100   | 11 970  | 51      | 11 500  | 49      |
| Плотность населения (чел./км²) | 155,6   | 155,6 | 79,4    | 79,4    | 76,2    | 76,2    |

## Сельские округа
1. Божа-Воля
2. Бжозувка
3. Будзынь
4. Хелм
5. Хшонстовице
6. Длужец
7. Доманевице
8. Голачевы
9. Ежувка
10. Кались
11. Компеле-Вельке
12. Компёлки
13. Льгота-Велька
14. Льгота-Вольбромска
15. Лобзув
16. Мехувка
17. Подлесице-Друге
18. Поремба-Дзержна
19. Поремба-Гурна
20. Стшегова
21. Сулиславице
22. Вежховиско
23. Забагне
24. Заленже
25. Зажече
26. Засемпец
27. Нова-Лонка
28. Окупники
29. Вымыслув
30. Зажече

## Соседние гмины
1. Гмина Харшница
2. Гмина Голча
3. Гмина Ключе
4. Гмина Олькуш
5. Гмина Пилица
6. Гмина Тшичёнж
7. Гмина Жарновец